# Staffordshire Senior Cup
Staffordshire Senior Challenge Cup er en lokal pokalturnering for fodboldklubber i Staffordshire i England. Turneringen bliver arrangeret af Staffordshire Football Association og blev første gang spillet i sæsonen 1877-78. De deltagende hold kommer fra klubber i Staffordshire og tilstødende områder. Både professionelle og amatørklubber kan deltage. I nyere tid har professionelle klubber som Stoke City og Port Vale, de førende klubber i Staffordshire, oftest stillet med et reservehold, idet de prioriterer deres deltagelse i ligaen og de professionelle pokalturneringer højere. Det har øget chancen for succes for non-league-hold. 
I de seneste år er deltagelsen af klubber fra nabo-counties blev næsten helt udfaset. De fleste County FAs har nu deres egen Senior Cup, og dette sammen med dannelsen af West Midlands county, har medført at deltagerantallet i turneringen nogle sæsoner har været ret lavt. Derfor har Market Drayton Town og Shifnal Town begge deltaget siden 2000 selvom de ikke ligger i Staffordshire.
Siden 2008-09-sæsonen har deltagelsen i turneringen været begrænset til hold, der befinder sig på niveau 1-9 i det engelske ligasystem. Hold under niveau 9, dvs. under North West Counties League Premier Division og Midland Football Alliance konkurrerer nu i den lavere rangerende Staffordshire Senior Vase.
Aston Villa FC er det mest succesrige hold i turneringens historie med 16 sejre. Det mest succesrige non-league-hold er Stafford Rangers, der har vundet pokalen ni gange siden anden verdenskrig. Kidderminster Harriers (fra Worcestershire) er det hold uden for Staffordshire, der har vundet turneringen flest gange (fire gange i 1980'erne.

## Vindere
Nedenstående liste er ukomplet.
| Sæson     | Vinder                                    |
| --------- | ----------------------------------------- |
| 1877-78   | Stoke                                     |
| 1878-79   | Stoke                                     |
| 1879-80   | Wednesbury Old Athletic                   |
| 1880-81   | Aston Villa                               |
| 1881-82   | Walsall Town                              |
| 1882-83   | West Bromwich Albion                      |
| 1883-84   | St. George's                              |
| 1884-85   | Walsall Town                              |
| 1885-86   | West Bromwich Albion                      |
| 1886-87   | West Bromwich Albion                      |
| 1887-88   | Wolverhampton Wanderers                   |
| 1888-89   | West Bromwich Albion                      |
| 1889-90   |                                           |
| 1890-91   | Aston Villa                               |
| 1891-92   |                                           |
| 1892-93   | Aston Villa                               |
| 1893-94   | Aston Villa                               |
| 1894-95   |                                           |
| 1895-96   | Aston Villa                               |
| 1896-97   |                                           |
| 1897-98   | Burslem Port Vale                         |
| 1898-99   | Aston Villa                               |
| 1899-1900 | West Bromwich Albion                      |
| 1900-01   |                                           |
| 1901-02   | West Bromwich Albion                      |
| 1902-03   | West Bromwich Albion                      |
| 1903-04   | Stoke                                     |
| 1904-05   | Small Heath                               |
| 1905-06   | Aston Villa                               |
| 1906-07   | Aston Villa                               |
| 1907-08   | Birmingham                                |
| 1908-09   | Aston Villa                               |
| 1909-10   | Aston Villa                               |
| 1910-11   | Aston Villa                               |
| 1911-12   |                                           |
| 1912-13   | Aston Villa                               |
| 1913-14   | Stoke                                     |
| 1914-15   | Birmingham                                |
| 1915-16   |                                           |
| 1916-17   |                                           |
| 1917-18   |                                           |
| 1918-19   |                                           |
| 1919-20   | Port Vale                                 |
| 1920-21   |                                           |
| 1921-22   |                                           |
| 1922-23   |                                           |
| 1923-24   | West Bromwich Albion                      |
| 1924-25   | Aston Villa                               |
| 1925-26   | West Bromwich Albion                      |
| 1926-27   |                                           |
| 1927-28   | Aston Villa                               |
| 1928-29   | Walsall                                   |
| 1929-30   |                                           |
| 1930-31   | Aston Villa                               |
| 1931-32   | West Bromwich Albion                      |
| 1932-33   | West Bromwich Albion                      |
| 1933-34   | Stoke                                     |
| 1934-35   |                                           |
| 1935-36   |                                           |
| 1936-37   |                                           |
| 1937-38   |                                           |
| 1938-39   |                                           |
| 1939-40   |                                           |
| 1940-41   |                                           |
| 1941-42   |                                           |
| 1942-43   |                                           |
| 1943-44   |                                           |
| 1944-45   |                                           |
| 1945-46   |                                           |
| 1946-47   |                                           |
| 1947-48   |                                           |
| 1948-49   |                                           |
| 1949-50   |                                           |
| 1950-51   | West Bromwich Albion                      |
| 1951-52   |                                           |
| 1952-53   |                                           |
| 1953-54   | Aston Villa                               |
| 1954-55   | Stafford Rangers                          |
| 1955-56   | Burton Albion                             |
| 1956-57   | Stafford Rangers                          |
| 1957-58   |                                           |
| 1958-59   | Tamworth                                  |
| 1959-60   | Bilston                                   |
| 1960-61   | Bilston                                   |
| 1961-62   | Bilston                                   |
| 1962-63   | Stafford Rangers                          |
| 1963-64   | Tamworth                                  |
| 1964-65   | Stoke City                                |
| 1965-66   | Tamworth                                  |
| 1966-67   | Wolverhampton Wanderers                   |
| 1967-68   | Walsall                                   |
| 1968-69   | West Bromwich Albion og Stoke City (delt) |
| 1969-70   | Hednesford Town                           |
| 1970-71   | Stoke City                                |
| 1971-72   | Stafford Rangers                          |
| 1972-73   | Stafford Rangers                          |
| 1973-74   | Hednesford Town                           |
| 1974-75   | Stoke City                                |
| 1975-76   | Stoke City                                |
| 1976-77   | Worcester City                            |
| 1977-78   | Stafford Rangers                          |
| 1978-79   | Northwich Victoria                        |
| 1979-80   | Northwich Victoria                        |
| 1980-81   | Kidderminster Harriers                    |
| 1981-82   | Stoke City                                |
| 1982-83   | Kidderminster Harriers                    |
| 1983-84   | Kidderminster Harriers                    |
| 1984-85   | Kidderminster Harriers                    |
| 1985-86   | Eastwood Hanley                           |
| 1986-87   | Stafford Rangers                          |
| 1987-88   | Oldbury United                            |
| 1988-89   | Halesowen Town                            |
| 1989-90   | Northwich Victoria                        |
| 1990-91   | Redditch United                           |
| 1991-92   | Stafford Rangers                          |
| 1992-93   | Stoke City                                |
| 1993-94   | Macclesfield Town                         |
| 1994-95   | Stoke City                                |
| 1995-96   | Leek Town                                 |
| 1996-97   | Macclesfield Town                         |
| 1997-98   | Bilston Town                              |
| 1998-99   | Stoke City                                |
| 1999-2000 | Blakenall                                 |
| 2000-01   | Port Vale                                 |
| 2001-02   | Tamworth                                  |
| 2002-03   | Stafford Rangers                          |
| 2003-04   | Kidsgrove Athletic                        |
| 2004-05   | Stafford Rangers                          |
| 2005-06   | Rushall Olympic                           |
| 2006-07   | Kidsgrove Athletic                        |
| 2007-08   | Rocester                                  |
| 2008-09   | Kidsgrove Athletic                        |
| 2009-10   | Newcastle Town                            |
| 2010-11   | Kidsgrove Athletic                        |